# Dan Golden
Dan Golden é um compositor e cineasta americano. Como reconhecimento, foi nomeado ao Oscar 2014 na categoria de Melhor Animação em Curta-metragem por Feral.